# Erigorgus villosus
Erigorgus villosus är en stekelart som först beskrevs av Johann Ludwig Christian Gravenhorst 1829.  Erigorgus villosus ingår i släktet Erigorgus och familjen brokparasitsteklar. Inga underarter finns listade i Catalogue of Life.